# Nicholas Lens
Nicholas Lens Noorenbergh, född 1957, är en belgisk kompositör av nutida musik, särskilt känd för sina operor. Hans verk har publicerats av Schott Music (Mainz/New York) och Mute Song (London) och distribueras genom Sony BMG.
Lens bor växelvis i Bryssel och Venedig.

## Verk i urval
- Shell Shock, opera med libretto av Nick Cave, världspremiär den 24 oktober 2014 på Belgiens nationalopera La Monnaie/De Munt i Bryssel.[4]
- Slow Man, opera med libretto av John Maxwell Coetzee, som är baserad på Coetzees roman  Den långsamme, världspremiär den 5 juli 2012 på Teatr Wielki, operahuset i Poznań, i samarbete med Maltafestivalen 2012.[1][5]
- Love is the only master I'll serve, konstfilm, 22 minuter, världspremiär på Brooklyn Film Festival i New York i juni 2006.[6]
- The Puppet Designer, för baryton och kammarorkester, utgiven av Schott Music 2006.[7]
- Wired, teatralisk kammarmusik för harpa och sopran, premiär i Peking, Kina, den 5 december 2006.[8]
- Trilogin Accacha cronica (The Accacha Chronicles) (2005), för sopran, tenor, kontratenor, mezzosopran, baryton, bas, manliga skådespelare, liten kör, blandad kör och kammarorkester.[9]

1. Flamma Flamma - The Fire Requiem (1994)
2. Terra Terra - The Aquarius Era (1999)
3. Amor Aeternus - Hymns of Love (2005)
- Soundtracket till Mein erstes Wunder, en film av Anne Wild, premiär i Berlin, 2003.[10]
- Orrori dell’Amore (1995) för sopran, baryton, counter och kammarorkester.[11]